# Zygmunt Miłkowski

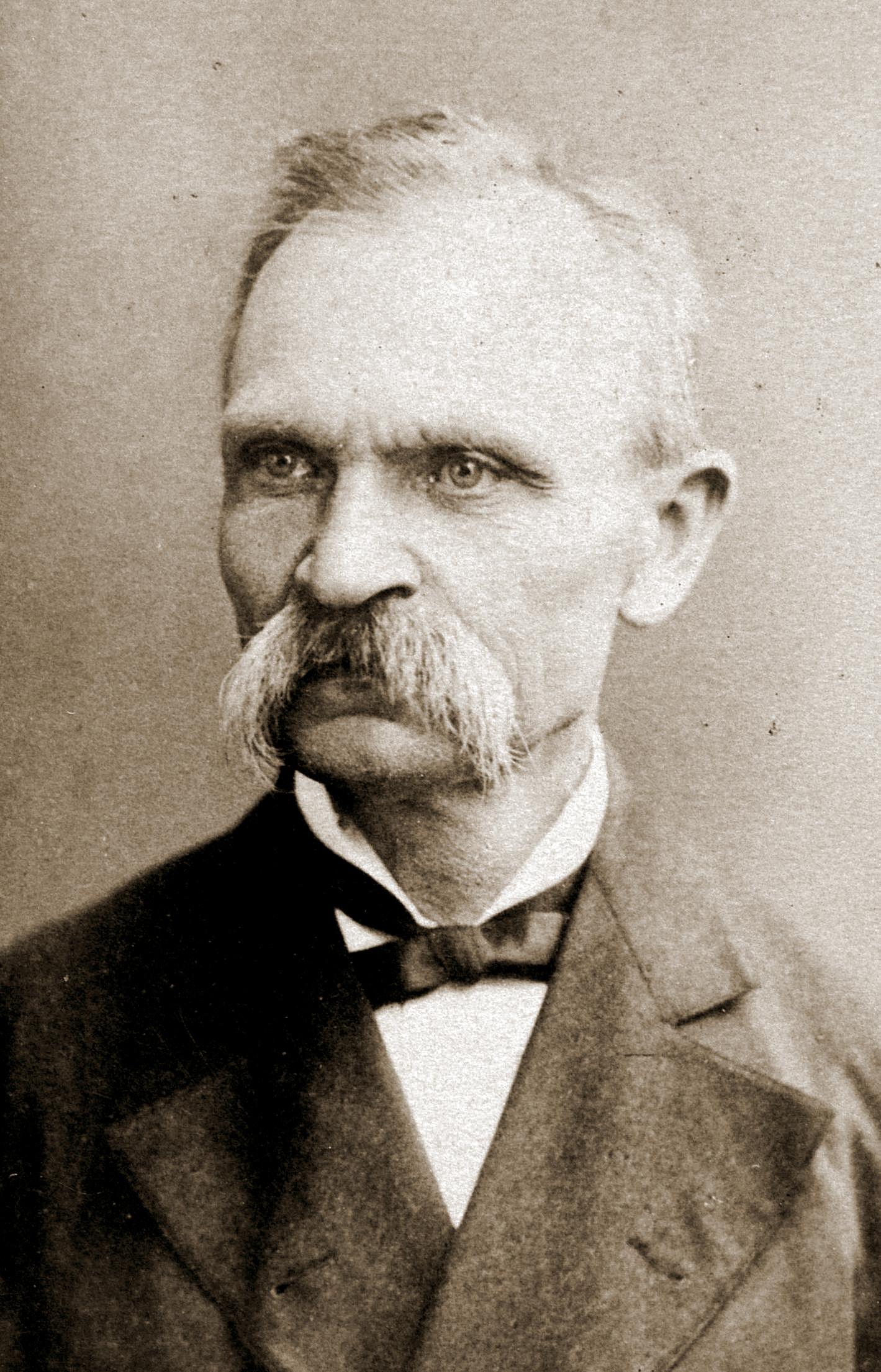
Zygmunt Milkowski

Zygmunt Miłkowski, född 1824, död 1915, var en polsk författare under pseudonymen Teodor Tomasz Jeż. Han deltog i den ungerska resningen 1848 och bosatte sig efter ett längre uppehälle i Turkiet i Genève. Vid 86 års ålder företog han sig en resa till Nordamerika för att studera de polska emigranternas liv. 
Som författare av historiska noveller och romaner var han mycket produktiv. En roman är "Uskoki" (Flyktingarna, uskokerna; 1881). Hans skildringar utmärks för dess verklighetstrohet i förening med hans uppfattning av det polska folklivet.